# Єні-Дунья
Єні́-Дунья́ (тур. Yeni-Dünya — досл. «Новий світ»), Хаджибейська фортеця (тур. Hacıbey kalesi) — османська фортеця, що була розташована на березі Одеської затоки близько османського поселення Хаджибей (Кацюбіїв). Збудована Османською імперією в 1764 році, взята російським військом 14 (25) вересня 1789.

## Конструкція фортеці

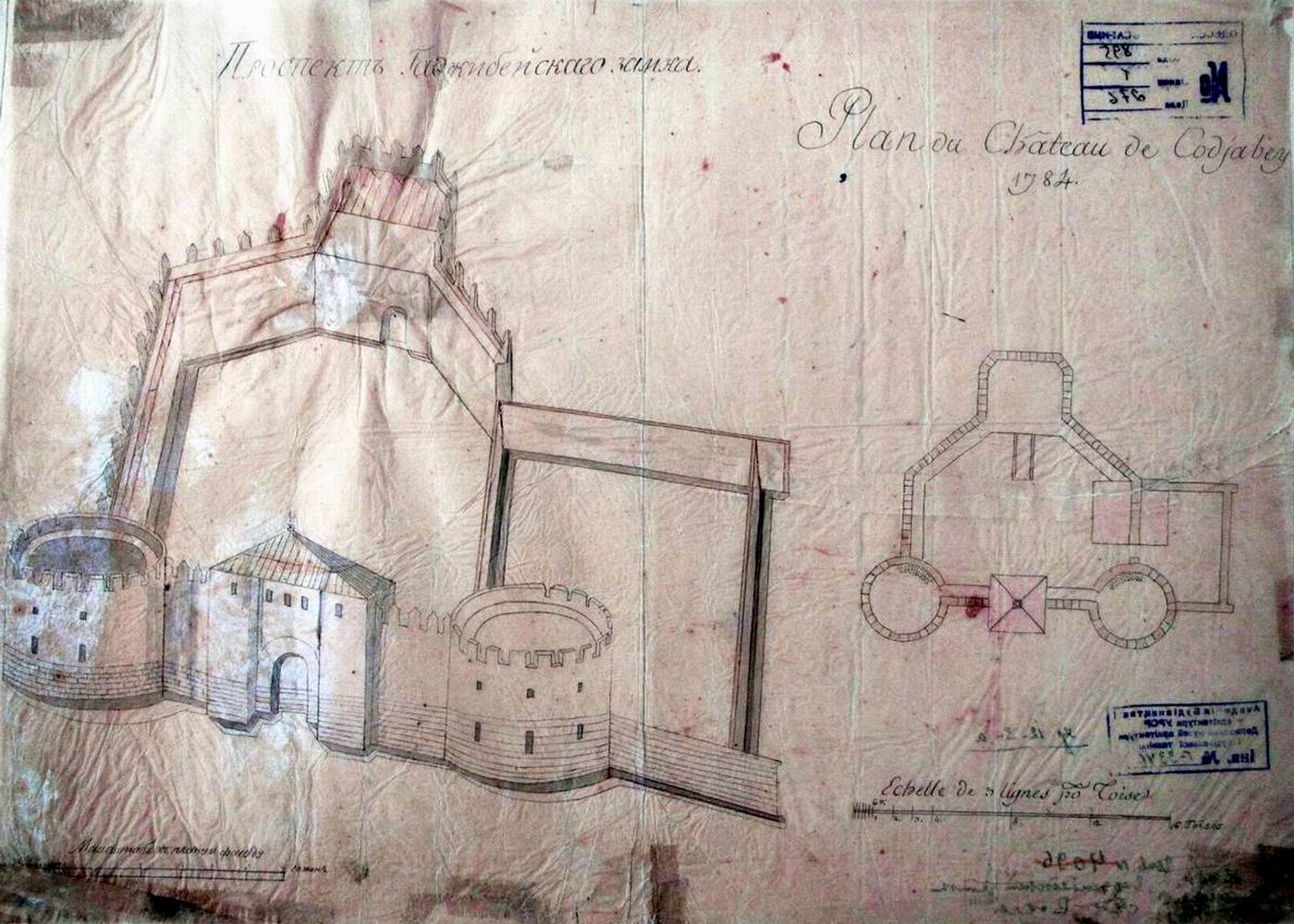
План Хаджибейського замку 1784 рік Документи Державного архіву Одеської області.

Фортеця здіймалася над крутим приморським берегом і простягалася приблизно від Воронцовського палацу до середини Приморського бульвару. Фортеця мала майже чотирикутну форму й була обведена високою стіною з бійницями та круглими вежами з боків. У центрі повернутої до берега фортечної стіни розташовувалась широка прямокутна головна вежа з аркою воріт посередині й конусоподібним дахом. Фортеця мала невеликі розміри. Ширина фортеці по фасаду була 11 сажнів, довжина близько 16 сажнів. Висота веж до 4, стін до 3,5 сажнів. З боку суходолу фортеця була обнесена земляним валом. Посередині розташовувався пашинський дім не більше шести сажнів у довжину та чотирьох у ширину. На деякій відстані від дому була влаштована глибока сапа для зберігання пороху. У мирний час на кутах фортеці стирчали чотири гармати.

## Історія
У 1765 році, поряд із поселенням Хаджибей, Османська імперія будує фортецю Новий Світ (Єні-Дунья). Розвідувальні дані  про побудову османами фортеці привіз запорозький гонець до кримського хана Селім Ґерая військовий перекладач Костянтин Іванов. З рапорту графу Румянцеву: «За Очаковым же, по направлению к Белгороду (Ак-Керману) в 50 верстах от Очакова при море делается крепость, коя наименована Ени-Дуня, т.е. Новый-Свет. Прежде же было там село, а именовалось Куджабей (Качи-бей, Хаджи-бей). Оная же крепость зачалась делаться сего году из весны, а делают ту крепость волохи, на которую возят камень из степи, с речек и балок околичных».
Докладний звіт про фортецю й поселення, яке її оточувало, зберігся в рапорті російського розвідника Івана Ісленьєва «План новопостроенного на берегу моря турецкого города Хаджибей», який у 1766 році був висланий під видом купця для таємного зняття плану фортеці.
З початком Російсько-турецької війни (1768—1774) на Хаджибейську фортецю декілька разів нападали запорожці, але не завдали майже ніякої шкоди, обмежившись тільки розграбуванням прилеглих поселень (захопивши велику кількість коней, рогатого скоту, овець і навіть верблюдів: 
- 2 жовтня 1769 року загін чисельністю 3100 козаків Війська Запорозького Низового під командуванням Семена Галицького у ході рейду від Очакова до Аккерману біля села Хаджибей вступив в бій з османським загоном чисельністю близько 200 вершників, який йшов з боку Очакова. Частина османського загону була вбита, у полон взято 9 поранених османів, які потім померли від холоду. У козаків було поранено два чоловіки. Хати та будівлю у селі спалили, жителів вбили. Частині селян вдалося укритися у замку (паланці). Замок козаки не штурмували[2].

Лиш у 1774 році, перед самим укладенням миру, її вдалося захопити, але всього на кілька місяців — за умовами угоди Російська імперія зобов'язалася до 1 серпня 1774 року звільнити захоплені в Османській імперії терени на правобережжі Дніпра. Перед відходом російських військ фортеця була сильно зруйнована.
Після 1774 року османи поліпшують укріплення фортеці. Французький військовий інженер Андре-Жан Лафіт-Клаве (фр. André-Joseph Lafitte-Clavé) зазначав, що у 1784 році «худий замок» Єні-Дунья не відповідав вимогам свого призначення.
Під час Російсько-турецької війни (1787—1792) фортеця була взята 14 (25) вересня 1789 передовим загоном Хосе де Рібаса російських військ під командуванням Івана Гудовича (за участю чорноморських козаків під командуванням Захарія Чепіги і Антона Головатого).
За наказом фельдмаршала князя Григорія Потьомкіна, який був головнокомандувачем російськими військами впродовж російсько-турецької війни 1787-1791 років, фортецю було зруйновано.
У 2025 році археологічна експедиція Інституту археології НАН України та Південноукраїнського педагогічного університету імені Ушинського виявила точне розташування фортеці - між будинком №8 по Приморському бульвару, фунікулером, пам’ятником Дюку та алеями південної частини бульвару .

## Версія про дві різні фортеці

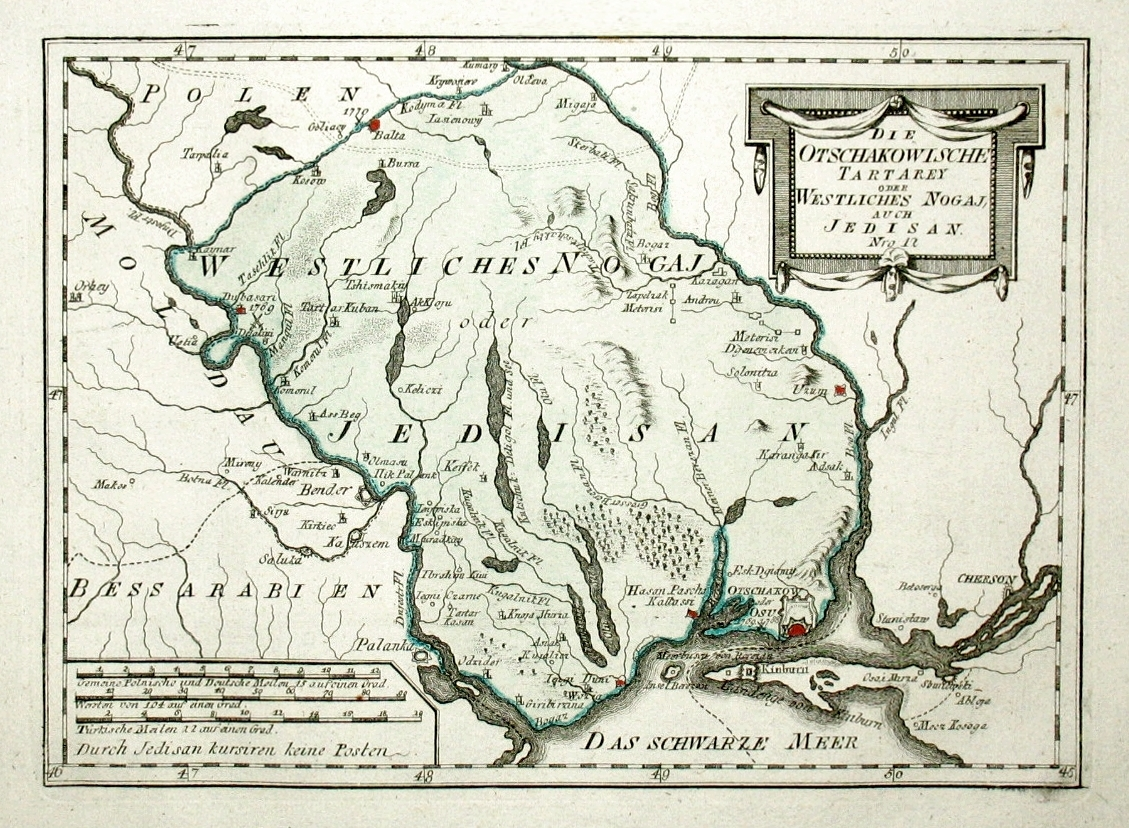
Мапа, видана у Відні близько 1790 року з межами Едісанскої орди та з місцями боїв Російсько-турецьких воєн XVIII століття. На мапі показана фортеця Єні-Дунья на місці сучасної Одеси

Існує гіпотеза, згідно з якою Хаджибейська фортеця та фортеця Єні-Дунья є два різних укріплення. Відповідно до цієї теорії Єні-Дунья розташовувалася не на території сучасної Одеси, а на захід від гирла Тилігульського лиману.
Пилип Брун писав, що на захід від Очакова та Гасан-Кале (зараз Рибаківка) 
 «при Тилігулі була Возія, а на іншому боці Тилігула — фортеця Ієнідуні».
Влітку 1993 року при археологічному обстеженні долини Тилігула на мису, утвореному західним берегом долу й обривом до моря, було виявлено невелике поселення османського часу. З боку степу мис поперечно огороджений сильно оплилим земляним валом. Поселення датується приблизно серединою XVIII сторіччя.

### Виноски
1. ↑  Енциклопедія історії України. — Київ: «Наукова думка», 2010, т. 7, с. 525 (стаття «Одеса»)
2. ↑  Скальковский А.А. История Новой-Сечи или последнего Коша Запорожского. Часть ІІІ.- Одесса: Городская типография.- 1846.- 294 с.
3. ↑  Лафитт-Клаве Ж. Описание пути от Константинополя до Очакова.- Санкт-Петербург: Типография Генерального Штаба.- 1821.- 92 с. [Архівовано 9 липня 2019 у Wayback Machine.] (рос.)
4. ↑  Фортеця Хаджибей знайдена: російські імперські міфи зруйновано. Південний Кур'єр. Процитовано 27 липня 2025.
5. ↑  У пошуках далекої Молдаванки. Архів оригіналу за 16 лютого 2020. Процитовано 26 грудня 2014.